# Порядок наследования непальского королевского престола

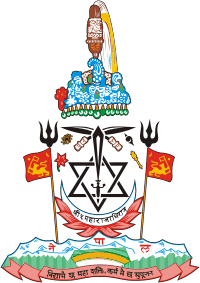
Герб династии Шах, правившей в Королевстве Непал

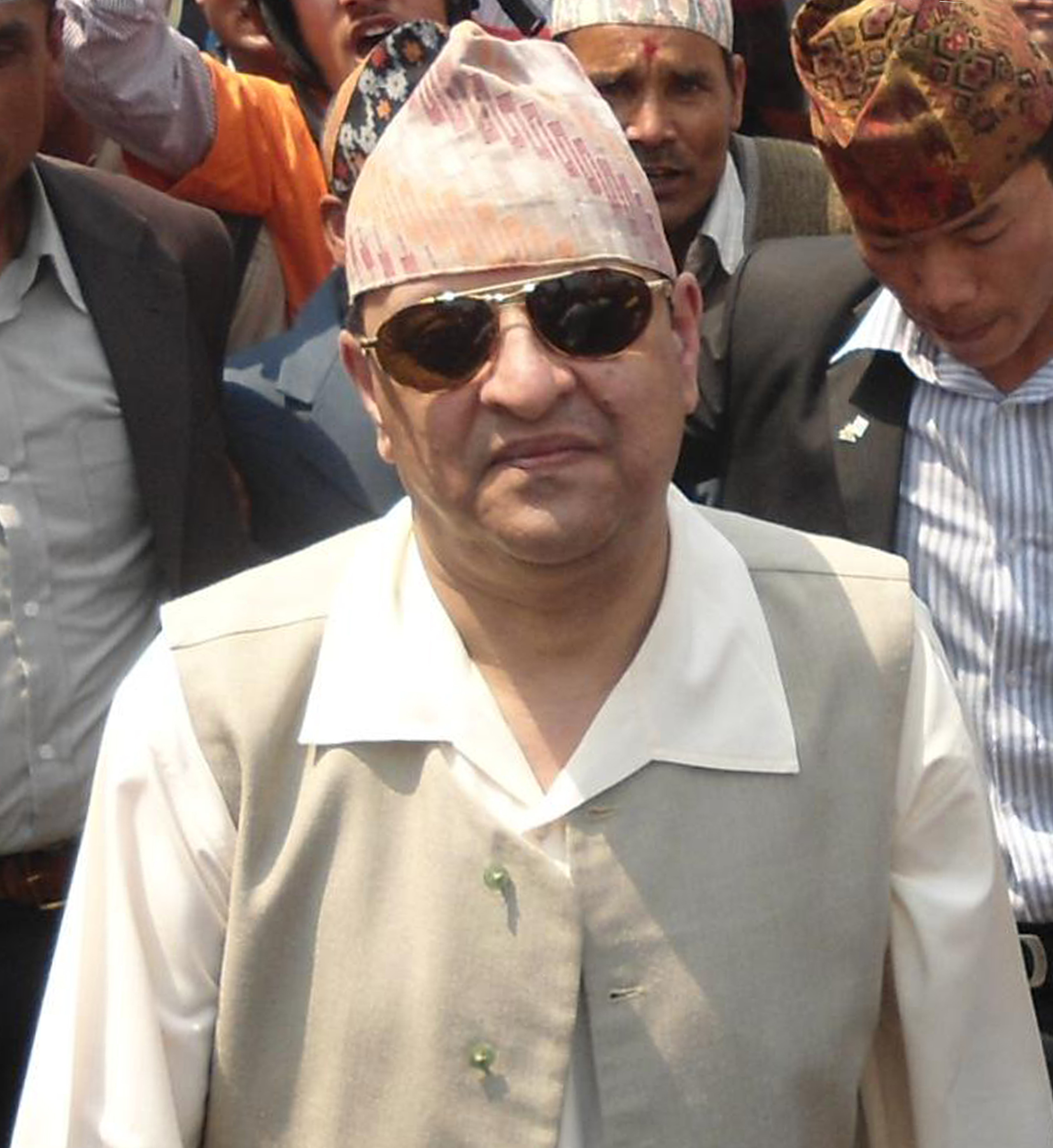
Гьянендра (род. 1947), последний король Непала из династии Шах (2001—2008), глава королевского дома в изгнании (с 2008 года)

В 1768—2008 годах Непалом правила династии Шах. Порядок наследования королевского престола до 2008 года определялся системой салического закона. В 2006 году непальское правительство предложило внести изменения в закон о престолонаследии. Непальский парламент впоследствии одобрил законопроект. Салический закон престолонаследия был заменен на абстолютную примогенитуру. Женщины и мужчины из королевской династии получили равные права престолонаследия. В соответствии с изменённым законом, специальный комитет при премьер-министре будет предлагать конкретные изменения для вступления на престол, который должен был бы быть утвержден парламентом.
Линия преемственности непосредственно перед отменой монархии выглядит следующим образом:
- Гьянендра (род. 1947)
  - (1). Принц Парас (род. 1971)
    - (2). Принц Хридаендра (род. 2002)
    - (3). Принцесса Пурника (род. 2000)
    -  (4). Принцесса Критика (род. 2003)

  -  (5). Принцесса Прерана (род. 1978)
    -  (6). Партав Бахадур Сингх (род. 2004)

## Ликвидация монархии
28 декабря 2007 года импровизированный Непальский парламент в подавляющем большинстве проголосовал за отмену монархии и создание республики. Ликвидация монархии была официально утверждена 28 мая 2008 года путем голосования среди избранных членов Учредительного собрания. Национально-демократическая партия Непала выступает за восстановление индуистского королевства в Непале во главе с династией Шах, однако все ведущие политические силы страны поддерживают установившуюся республику.